# Mick Mulvaney

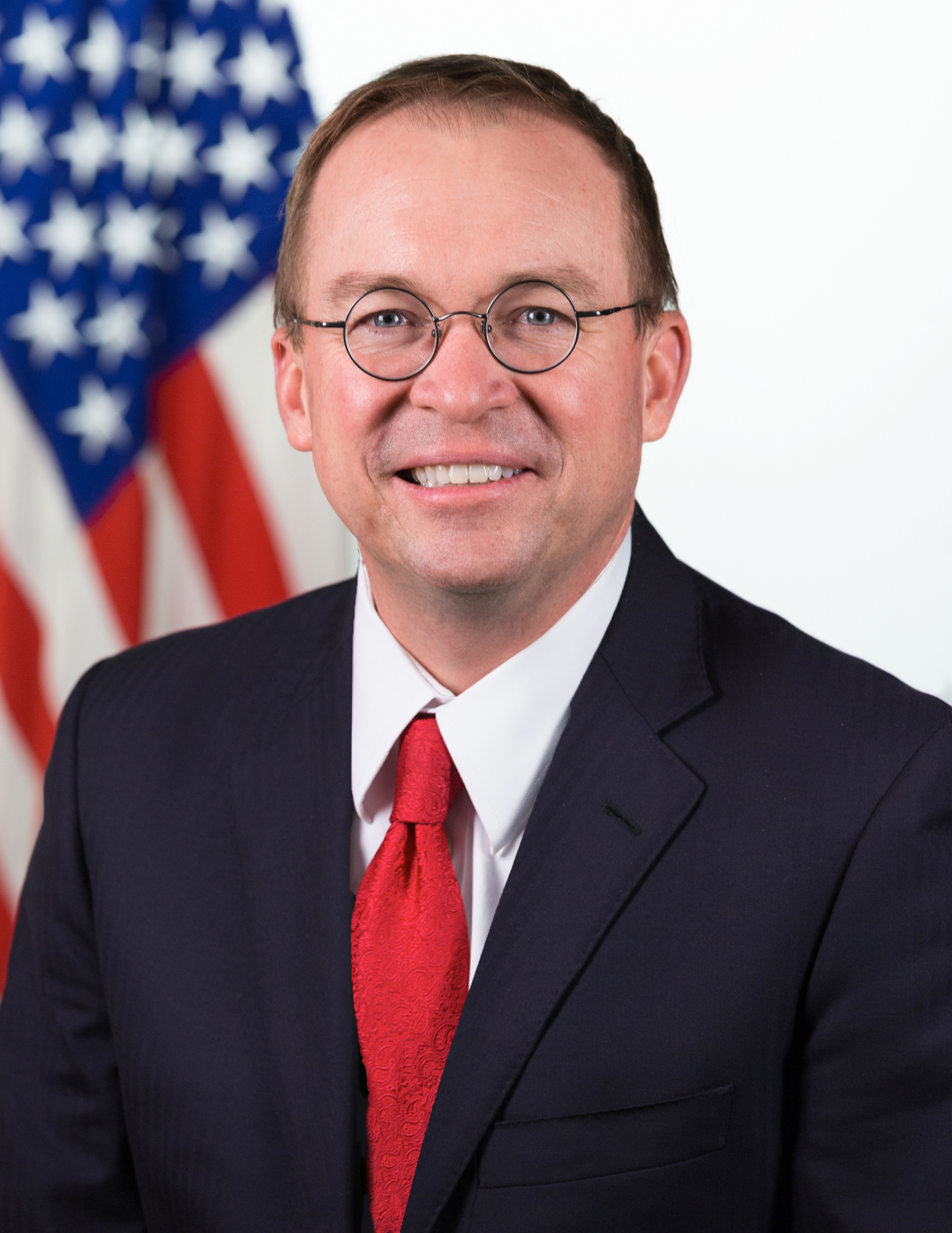
Mick Mulvaney (2017)

John Michael „Mick“ Mulvaney (* 21. Juli 1967 in Alexandria, Virginia) ist ein US-amerikanischer Politiker (Republikaner). Von 2011 bis 2017 vertrat Mulvaney den 5. Kongresswahlbezirk von South Carolina im US-Repräsentantenhaus.
Er war seit dem 16. Februar 2017 Direktor des Amtes für Verwaltung und Haushaltswesen und von Dezember 2018 bis März 2020 amtierender Stabschef des Weißen Hauses unter US-Präsident Donald Trump. Von seinem Amt als „Nordirland-Beauftragter“ der Regierung Trump trat er nach dem Sturm auf das Kapitol am 7. Januar 2021 zurück.

## Werdegang
Mick Mulvaney besuchte die Charlotte Catholic High School in North Carolina und studierte danach bis 1989 an der Georgetown University in Washington, D.C. die Fächer Internationale Wirtschaft, Handel und Finanzpolitik. Nach einem anschließenden Jurastudium an der University of North Carolina at Chapel Hill und seiner 1992 erfolgten Zulassung als Rechtsanwalt begann er in einer großen Kanzlei in diesem Beruf zu arbeiten. Später stieg er in das Immobiliengeschäft ein. Gleichzeitig begann er als Mitglied der Republikanischen Partei eine politische Laufbahn. Von 2007 bis 2009 war er Abgeordneter im Repräsentantenhaus von South Carolina; von 2009 bis 2010 gehörte er dem Staatssenat an. Dort saß er in mehreren Ausschüssen, unter anderem dem Justizausschuss und dem Ausschuss für Arbeit, Handel und Industrie.
Bei der Wahl zum US-Repräsentantenhaus am 2. November 2010 wurde Mulvaney im fünften Wahlbezirk von South Carolina in das US-Repräsentantenhaus in Washington, D.C. gewählt, wo er am 3. Januar 2011 die Nachfolge des ihm zuvor unterlegenen Demokraten John Spratt antrat. Im Kongress war er vormals Mitglied im Haushaltsausschuss und im gemeinsamen Wirtschaftsausschuss. Später wurde er Mitglied im Committee on Small Business sowie in drei von dessen Unterausschüssen und im Ausschuss für Finanzdienstleistungen. Mulvaney gehörte auch dem der Tea-Party-Bewegung nahestehenden Tea Party Caucus und dem Republican Study Committee an. Sein Wahlkampf im Jahr 2010 wurde von der Ethikvereinigung CREW gerügt. Diese warf ihm falsche Steuererklärungen und Verstöße gegen Finanzgesetze vor.
Bei der Kongresswahl am 6. November 2012 setzte Mulvaney sich mit 56:44 Prozent der Stimmen gegen die Demokratin Joyce Knott durch und gehörte ab dem 3. Januar 2013 dem 113. Repräsentantenhaus an. 2013 wurde Mulvaney zum Shutdown Caucus gezählt, einer Gruppe konservativer republikanischer Kongressabgeordneter, die gegen die von der Regierung Obama gewünschte Anhebung der Schuldenobergrenze waren. Er wurde 2014 und 2016 wiedergewählt und legte am 16. Februar 2017 sein Mandat nieder.
Am 17. Dezember 2016 gab der gewählte US-Präsident Trump bekannt, dass er Mulvaney als zukünftigen Direktor des Amtes für Verwaltung und Haushaltswesen (Office of Management and Budget, OMB) ausgewählt habe. Mulvaney wurde in dieser Funktion vom US-Senat am 16. Februar 2017 mit 51 zu 49 Stimmen knapp bestätigt. Sein Parteikollege John McCain stimmte gegen ihn.
Am 14. Dezember 2018 ernannte Trump Mulvaney zum amtierenden Stabschef des Weißen Hauses, beginnend ab 2019.
Am 8. November 2019 weigerte Mulvaney sich, vor einem Untersuchungsausschuss zur Ukraine-Affäre auszusagen.  Mitte Oktober hatte er eingeräumt, dass das Zurückhalten von 400 Millionen US-Dollar Militärhilfe als Druckmittel gedacht gewesen sei. Die Ukraine habe so zu der Suche nach einem vermeintlich in dem Land versteckten Server der US-Demokraten gebracht werden sollen. Kurz darauf widerrief er diese Aussage.
Trump entließ Mulvaney am 7. März 2020 als Stabschef, nachdem die Regierung Trump wegen ihres Umgangs mit der COVID-19-Pandemie kritisiert worden war. Mulvaney war nach Recherchen der New York Times auch die wichtigste Kontaktperson zwischen Gesundheitsminister Alex Azar und Präsident Trump. Die Tatsache, dass Mulvaney in Ungnade fiel, verzögerte demnach das Bemühen der US-Regierung großflächig auf das Coronavirus in den USA zu testen, so dass wertvolle Zeit verstrich.
Mulvaney wurde in seiner Rolle als Stabschef durch Mark Meadows ersetzt und von Trump zum Sondergesandten für Nordirland ernannt. Von diesem Amt trat Mulvaney am 7. Januar 2021, einen Tag nach dem Sturm auf das Kapitol in Washington, zurück. Er äußerte, Trump sei „nicht derselbe wie vor acht Monaten“.

### Lobbyismus
Mulvaney ist wegen seiner Verbindungen zur Kurzzeitkredit-Industrie kritisiert worden, von der er 62.000 US-Dollar an Wahlkampfspenden annahm und für die er sich bei mehreren Gelegenheiten gegen staatliche Beschränkungen einsetzte.

## Familie
Mulvaney ist seit 1998 verheiratet und hat drei Kinder, die als Drillinge zur Welt kamen.